# Aecidium cephalanthi-peruviani
Aecidium cephalanthi-peruviani é uma espécie de cogumelos pertence ao grupo Basidiomycota, que foi descrita pela primeira vez por Paul Christoph Hennings, em 1904. Aecidium cephalanthi-peruviani pertence ao gênero Aecidium, ordem Pucciniales, ordem Pucciniomycetes, ordem Basidiomycota. Não há tipos listados como este.